# Villa General Mitre
Villa General Mitre är en ort i Argentina.   Den ligger i provinsen Santiago del Estero, i den centrala delen av landet, 700 km nordväst om huvudstaden Buenos Aires. Villa General Mitre ligger 90 meter över havet och antalet invånare är 3 605.
Terrängen runt Villa General Mitre är mycket platt. Trakten runt Villa General Mitre är nära nog obefolkad, med mindre än två invånare per kvadratkilometer.. Det finns inga andra samhällen i närheten.
Trakten runt Villa General Mitre består i huvudsak av gräsmarker.